# Xenogalumna longula
Xenogalumna longula är en kvalsterart som beskrevs av Balogh 1961. Xenogalumna longula ingår i släktet Xenogalumna och familjen Galumnidae. Inga underarter finns listade i Catalogue of Life.